# Четврти сазив Вијећа народа Републике Српске
Четврти сазив Вијећа народа Републике Српске је конституисан 27. децембра 2014, са мандатом од четири године и чини га 28 делегата и то по осам делегата из сваког конститутивног народа и четири делегата из реда осталих.
Претходно је Девети сазив Народне скупштине Републике Српске на посебној сједници 10. децембра 2014. године, тајним гласањем бирао делегате. Том приликом је, због истог броја гласова, остало непопуњено шест делегатских мјеста, из реда српског народа. Попуна тих мјеста је извршена 15. децембра 2014, жријебањем кандидатских листи са истим бројем гласова од стране Централне изборне комисије БиХ.
Прије конституисања четвртог сазива Вијећа народа, на министарске позиције у другој влади Жељке Цвијановић, 18. децембра 2014, су изабрана два делегата Вијећа народа из реда хрватског народа, Предраг Глухаковић и Давор Чордаш, те су њихова мјеста у Вијећу народа попунили Андреа Дорић и Ивка Ристић.
На конститутивној сједници 27. децембра 2014. за предсједавајућег је изабрана Нада Тешановић из реда хрватског народа, а за потпредсједавајуће Живко Марјанац из реда српског народа, Кемо Чамџија из реда бошњачког народа и Раденко Рикић из реда осталих народа.

## Делегати
Делегати Клуба из реда српског народа:
- Живко Марјанац (Потпредсједавајући), СП
- Лазо Марић, СДС
- Перо Петровић, СНСД
- Мирко Којић, СНСД
- Љубица Миљановић, СНСД
- Зоран Трифуновић, ДНС
- Милан Ђукић, ПДП
- Војислав Глигић, НДП

Делегати Клуба из реда бошњачког народа:
- Кемо Чамџија (Потпредсједавајући), СДА (СДА је чланица коалиције Домовина)
- Мујо Хаџиомеровић, СДА
- Касим Салкић, СДА
- Анита Хоџић, СДА
- Самир Бачевац, СДА
- Елведин Хамзић, Странка за БиХ (Странка за БиХ је чланица коалиције Домовина)
- Мухамед Ибрахимбеговић, СББ БиХ (СББ БиХ је чланица коалиције Домовина)
- Енес Суљкановић, СДП БиХ

Делегати Клуба из реда хрватског народа:
- Нада Тешановић (Предсједавајући), СНСД
- Томислав Томљановић, ХНС (ХНС је интегрисан у ХДЗ 1990)
- Иво Камењашевић, ХДЗ БиХ
- Андреа Дорић, СП
- Ивка Ристић, СНСД
- Горан Милошевић, СДС
- Жељко Стипић, ХСП БиХ
- Мијо Перкунић, ХДЗ БиХ

Делегати Клуба из реда осталих народа:
- Раденко Рикић (Потпредсједавајући) (Црногорац), СДС
- Александра Делшашо Лепир (Италијанка), СНСД
- Јована Чаркић (Јеврејка), СНСД
- Дубравка Мацановић (Украјинка), нестраначка (изабрана као кандидат СП, али није члан партије)